# Eparchia łyskowska
Eparchia łyskowska – jedna z eparchii Rosyjskiego Kościoła Prawosławnego, z siedzibą w Łyskowie.
Eparchia została erygowana decyzją Świętego Synodu Rosyjskiego Kościoła Prawosławnego z 15 marca 2012 poprzez wydzielenie z eparchii niżnonowogrodzkiej i arzamaskiej. Od momentu powstania jest częścią składową metropolii niżnonowogrodzkiej. Jej pierwszym ordynariuszem został w listopadzie 2013 Sylwan (Głazkin), który sprawował urząd do 2024 r.
Eparchia obejmuje teren rejonów bolszebołdińskiego, bolszemuraszyńskiego, buturlińskiego, wadskiego, worotyńskiego, gagińskiego, kniaginińskiego, krasnooktiabrskiego, łukojanowskiego, łyskowskiego, pierwomajskiego, pieriewoskiego, pilnińskiego, poczinkowskiego, siergackiego, sieczenowskiego, spasskiego i szatkowskiego obwodu niżnonowogrodzkiego.